# الزاوية (حجة)
الزاوية هي إحدى قرى الجمهورية اليمنية. وهي تتبع جغرافيًا لمحافظة حجة. وإداريًا لمديرية خيران المحرق. يبلغ تعداد سكانها 2673 نسمة حسب الإحصاء الذي جرى عام 2004.